# Megaporus gardnerii
Megaporus gardnerii är en skalbaggsart som först beskrevs av Clark 1862.  Megaporus gardnerii ingår i släktet Megaporus och familjen dykare. Inga underarter finns listade i Catalogue of Life.